# Milan royal
Milvus milvus
Espèce
Statut de conservation UICN

 LC  : Préoccupation mineure
Statut CITES

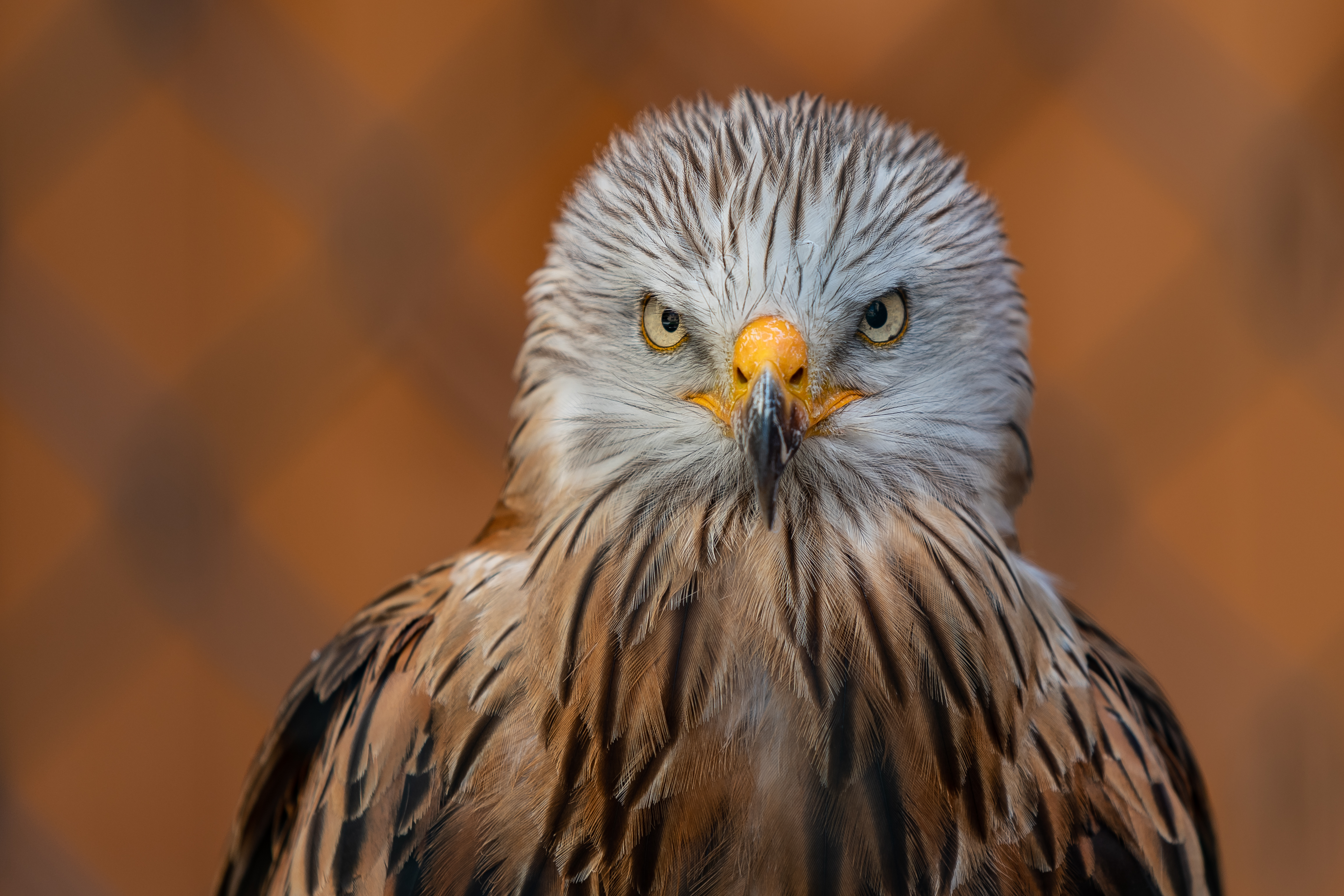
Un milan royal dans une fauconnerie de Haute-Autriche. Septembre 2018.

Le Milan royal (Milvus milvus) est une espèce de rapaces de la famille des Accipitridés peuplant l'écozone paléarctique occidentale.
En ancien français et encore au XVIe siècle, il est appelé escoufle. Ainsi, Guillaume de Saluste Du Bartas, dans La Sepmaine, V, 661 : « Le ravissant Escoufle, à qui la queue sert de gouvernal fidele ».

## Description
Son plumage est brun roux dessus, strié de noir dessous, sa tête, sa nuque, sa gorge sont blanchâtres striées de sombre. Ses yeux ont un contour vert avec un point noir au milieu. La femelle est un peu plus terne. Le bec est jaune à la base, gris à l'extrémité et arrondi comme un mini-crochet. En vol, il présente une silhouette caractéristique, avec ses longues ailes étroites et fortement coudées, des taches claires sous les ailes et sa queue échancrée.
Les jeunes sont plus pâles ; le dessous jaunâtre est taché de roux et de noir.
L'envergure du milan royal est comprise entre 1,75 et 1,95 m. Le poids du mâle est de 750 à 1 220 g et de 960 à 1 600 g pour la femelle. Sa taille est de 60 à 72 cm.
C'est un oiseau ultra-léger dont les plumes présentent à l'échelle microscopique des réseaux complexes de couches de protéines et d'air qui lui permettent de planer dans les courants d'air ascendants.

### Espèces similaires
En comparaison avec son proche cousin, le milan noir, sa queue est beaucoup plus profondément échancrée et des taches blanches sont bien visibles sous les ailes ; la tête est claire et le dessous plus pâle. Il est un peu plus grand que la buse, qui a les ailes moins coudées en vol et ne présente pas d’échancrure à la queue.

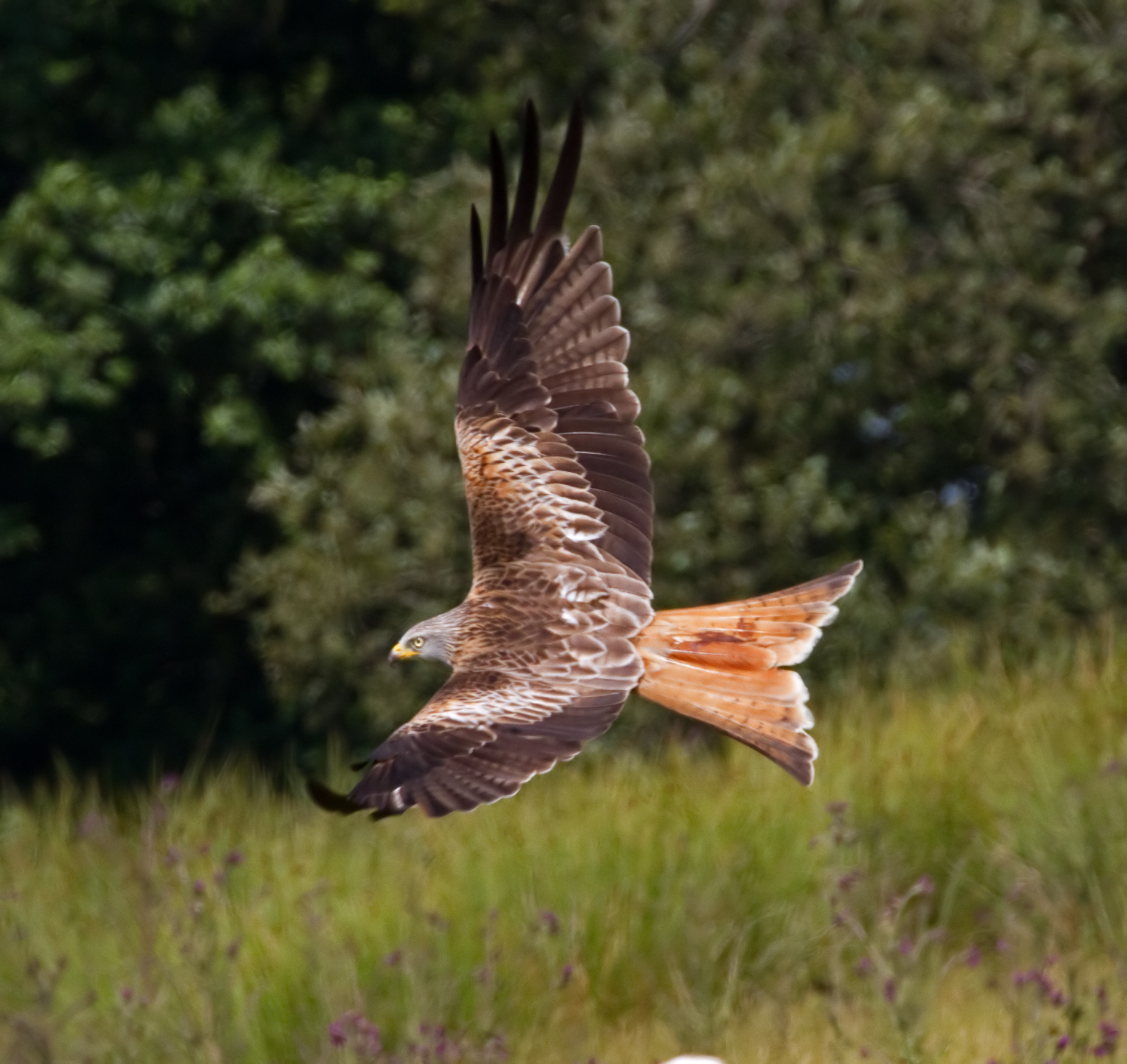
Milan royal au Rhayader, Pays de Galles
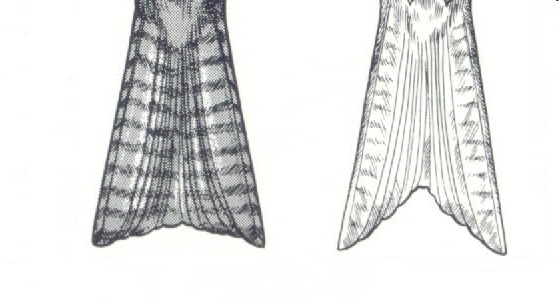
Comparaison des queues du milan noir (à gauche) et du milan royal (à droite)
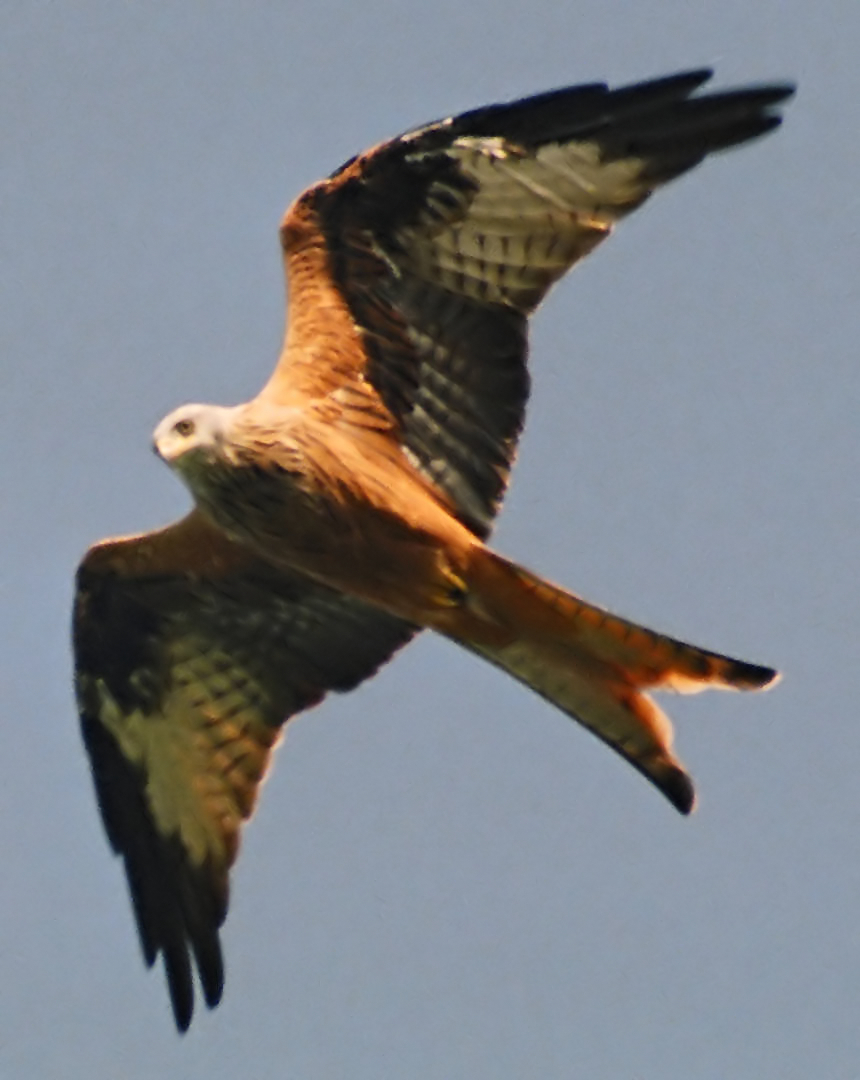
Silhouette caractéristique du milan royal

## Écologie et comportement
En hiver, les milans royaux se rassemblent volontiers là où la nourriture abonde et forment des dortoirs communs qui peuvent compter jusqu'à cent individus. Le reste de l'année, ils sont le plus souvent solitaires en survolant à basse altitude les villages de montagne en émettant un sifflement.

### Alimentation
Le milan royal peut se nourrir d'une grande variété d'animaux, mais se nourrit majoritairement de cadavres et de petits animaux. Les cadavres incluent une grande variété d'animaux, incluant le bétail, les chiens, les chats, les poules ainsi qu'un grand nombre de petits animaux. Il chasse également des rongeurs, des lapins, des taupes ou encore des oiseaux (notamment des jeunes corvidés, des turdidés ou des étourneaux). Il se nourrit plus rarement de reptiles, de batraciens, et d'invertébrés. Il lui arrive de dérober des proies à d'autres rapaces (autours, faucons, balbuzards) ou hérons[réf. nécessaire].
Le Milan royal effectue la majeure partie de ses captures sur les terrains découverts, volant au ras du sol en planant ou en battant faiblement des ailes. Il peut également plonger depuis un vol en altitude pour attraper une proie. Il peut chasser dans un territoire de taille très variable, allant de 1 à 500 km2.

### Reproduction

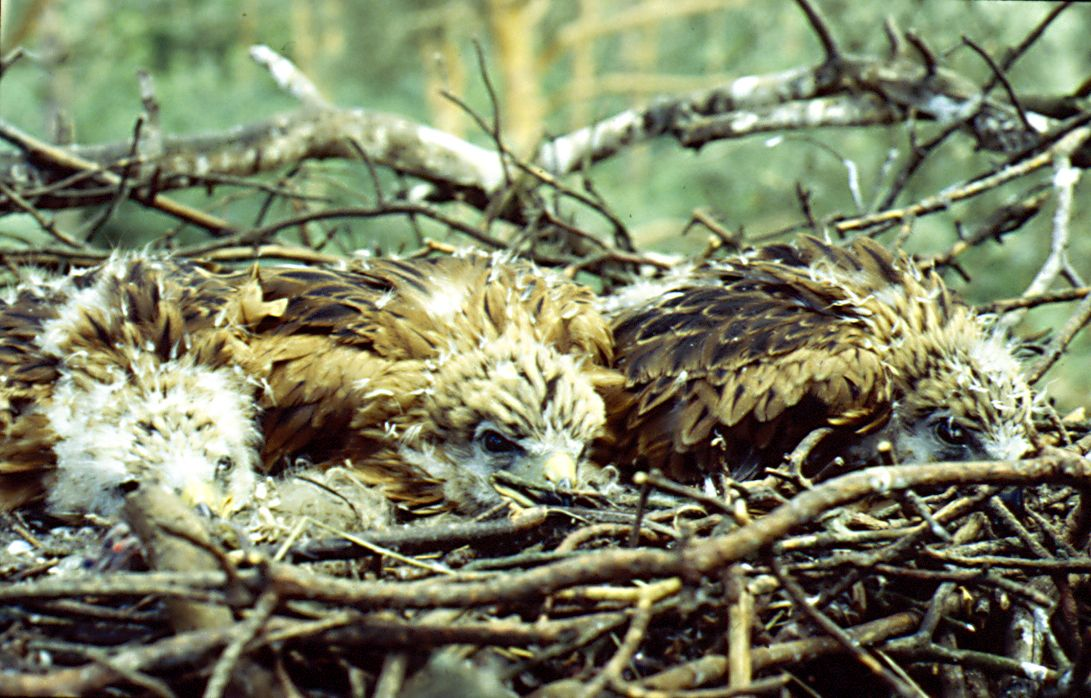
Trois oisillons de milan royal tapis au fond de leur nid.

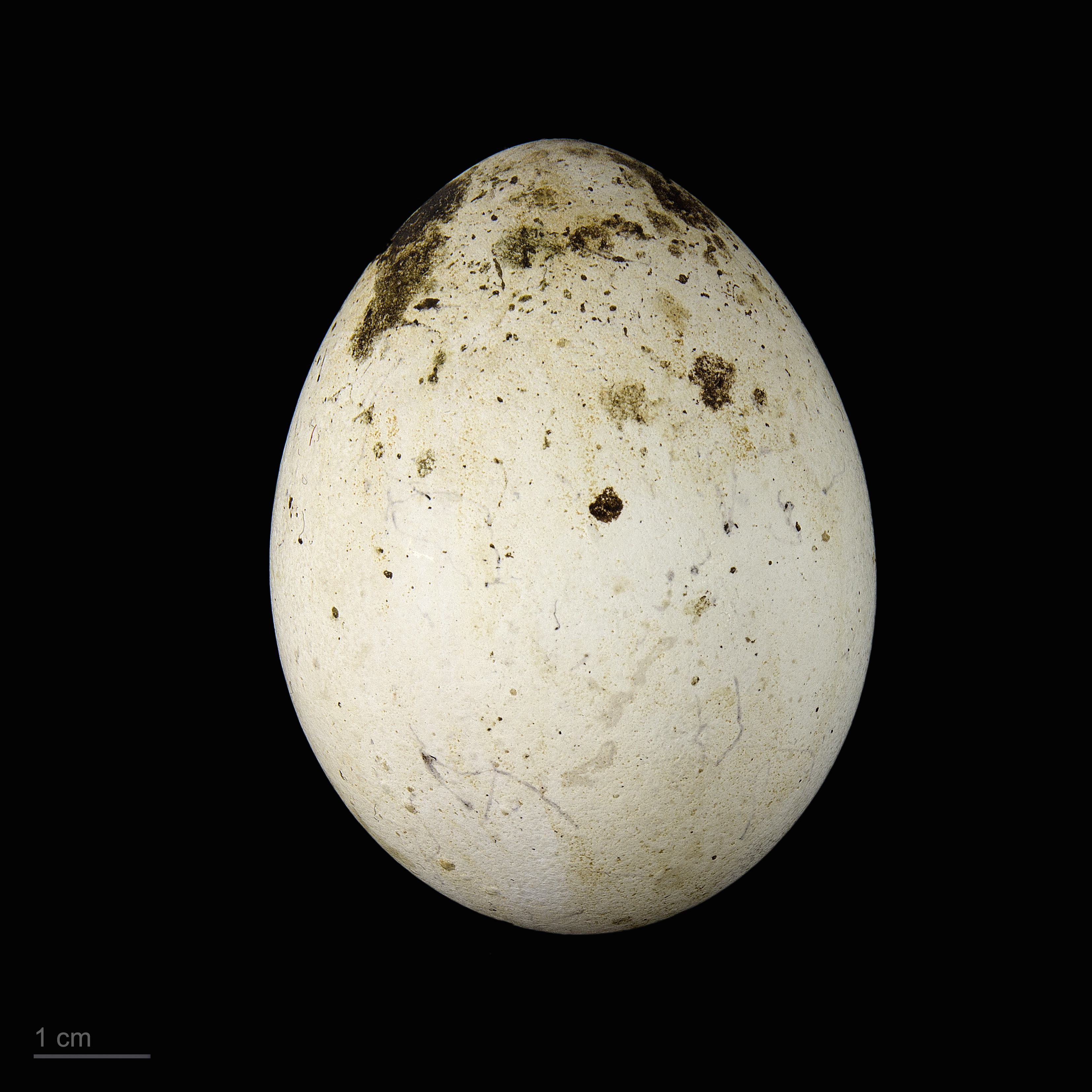
œuf de Milvus milvus - Muséum de Toulouse.

Le nid du milan royal est une plateforme de branchages, doublés de laine, qui se trouve dans un arbre d'une forêt ou d'un bois. Chaque couple de milan possède normalement plusieurs nids, changeant (ou pas) chaque année.
La ponte est effectuée entre mars et mai et comprend entre 1 et 4 œufs, généralement 2 ou 3, de dimensions 56 × 34 mm, blanchâtres plus ou moins balafrés et tachés de roux. La femelle les couve durant 31-32 jours ; les jeunes s'envolent à l'âge de 50-60 jours.
La maturité sexuelle est acquise à partir de 2 ans, mais souvent plus tard (jusqu'à 7 ans). Sa longévité peut atteindre 26 ans d'après les données de baguage,.

## Répartition et habitat

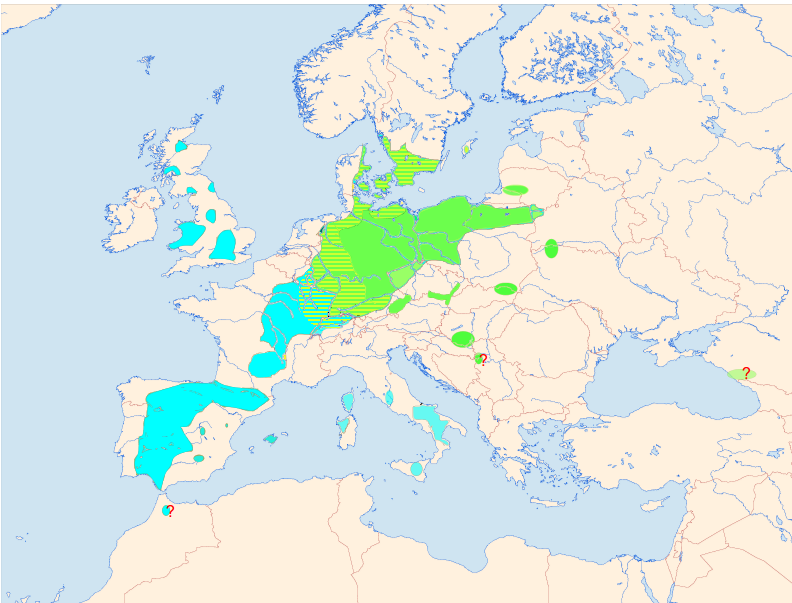
— Aires de répartition de l'espèce —
Zones de reproduction :
Habitat permanent
Migration de faible ou moyenne distance
texte dans carré=
texte dans carré=
Zones d'hivernage :

- Habitat permanent
- Habitat permanent et zone d'hivernage
- Aire majoritairement migratoire
- Migration de faible ou moyenne distance
- ?Aires de reproduction incertaines dans les Balkans et le Caucase
- ?Habitats au Maroc, probablement disparus

- Les aires de reproduction
- L'Europe du Sud-Ouest, majoritairement
- L'Europe du Sud et l'Europe du Sud-Est, occasionnellement
- L'Asie-Mineure, exceptionnellement

### Répartition
Le milan royal est un oiseau essentiellement européen, avec quelques occurrences à l'extrême ouest de l'Asie et au Maroc : la population européenne représente en effet 95 % de la population mondiale en 2011. 
Son aire de répartition est délimitée au nord par le sud de la Suède, à l'est par l'Ukraine et le sud-ouest de la Russie, et au sud par le bassin méditerranéen. 

### Migration
Les populations d'Europe centrale et du Nord ont tendance à migrer en hiver vers le sud de la France et dans la péninsule Ibérique, bien que de plus en plus d'individus aient tendance à abandonner la migration. Quelques individus migrent jusqu'au nord de l'Afrique par le détroit de Gibraltar.

### Habitat
Le milan royal apprécie les zones boisées ouvertes, par exemple les forêts entrecoupées de pâtures, de terres cultivées ou de bruyères. On le trouve plutôt à basse et moyenne altitude. En hiver, il tend à rechercher des lieux plus ouverts.
On le trouvait historiquement dans certaines villes, comme Londres, ce qui est plus rare maintenant, bien qu'on puisse le trouver à proximité de petites villes pour trouver de la nourriture.

## Systématique
D'après la classification de référence (version 14.1, 2024) de l'Union internationale des ornithologues, le Milan royal possède 2 sous-espèces (ordre philogénique) :
- Milvus milvus milvus (Linnaeus, 1758) : la sous-espèce nominale. Représente la quasi-totalité de la population.

- Milvus milvus fasciicauda (Hartert, EJO, 1914) : Vit uniquement au Cap-Vert. Est éteinte ou très proche de l'extinction[7]. Plus petite et brune que la sous-espèce nominale, avec des ailes plus courtes et rondes. Sa queue est plus courte et moins fourchue[2].

## Le milan royal et l'humain

### Statut et protection

#### Dans le monde
Le milan royal est inscrit dans la liste rouge de l'UICN sous la catégorie LC (préoccupation mineure).

#### En France
Cette espèce est inscrite sur la liste rouge des espèces menacées en France dans la catégorie VU (vulnérable). En effet, elle est sensible aux dérangements dus aux humains, mais est aussi victime d’empoisonnement accidentels ou volontaires par des proies toxiques et de la modification des paysages ruraux. Il ne resterait en 2011 que 3 000 couples en France, ce qui est faible étant donné que la population vivant en France est estimée à 1/6e de la population mondiale.
Le Milan royal bénéficie d'une protection totale sur le territoire français depuis l'arrêté ministériel du 17 avril 1981 relatif aux oiseaux protégés sur l'ensemble du territoire. Il est inscrit à l'annexe I de la directive Oiseaux de l'Union européenne. Il est donc interdit de le détruire, le mutiler, le capturer ou l'enlever, de le perturber intentionnellement ou de le naturaliser, ainsi que de détruire ou enlever les œufs et les nids et de détruire, altérer ou dégrader leur milieu. Qu'il soit vivant ou mort, il est aussi interdit de le transporter, colporter, de l'utiliser, de le détenir, de le vendre ou de l'acheter.
En janvier 2006, une ZPS a été mise en place pour le suivi et la protection du milan royal en Corse. Vallée du Regino est aussi l'appellation donnée au site naturel classé Natura 2000 (ZPS), inscrite à l'Inventaire national du patrimoine naturel sous la fiche FR9412007 - Vallée du Regino. Elle est englobée par la ZNIEFF 940030247 – Vallée du Regino.
Selon un suivi ornithologique coordonné par la Ligue pour la protection des oiseaux (LPO) le massif pyrénéen est le territoire qui dans le pays en abrite le plus (les 9 et 10 janvier 2016, 170 observateurs de 16 ONGE ont compté plus de 5.000 milans royaux (dont neuf portaient une balise GPS et 12 des marques alaires) dans les vallées Pyrénéennes où ils consomment en hiver une grande quantité de campagnols.).